# Červená pyramida
Červená pyramida, nebo také Severní pyramida, Netopýří pyramida či nesprávně Růžová pyramida, (arabsky هرم الوطواط‎, Haram el-vatvat) je pyramida, která se nachází v nekropoli Dáhšúr v Egyptě.
Jejím stavebníkem byl faraon Snofru (vládl přibližně mezi lety 2670 a 2620 př. n. l.), který nechal vystavět i Lomenou pyramidu a pyramidu v Médúmu. Na přesnou dataci výstavby nemají badatelé jednotný názor. Červená pyramida má nejpozvolnější stoupání stěn ze všech egyptských pyramid (43°), což zřejmě svědčí o snaze stavitelů o co nejlepší statické zabezpečení stavby. Je vysoká 99,4 metru a jednotlivé strany jsou dlouhé 213 metrů. Po svém dokončení se stala nejvyšší egyptskou pyramidou; nyní je celkově třetí nejvyšší po Chufuově a Rachefově pyramidě. Její název pochází od načervenalého kamene, z něhož je zhotovena. Původně měla obložení z bílého vápence z Tury. Červená pyramida byla dlouho považována za první pravou pyramidu, tedy od počátku budovanou jako nestupňovitá, avšak ukázalo se pyramida v Síle v Fajjúmské oáze, rovněž pravá, je ještě starší. U její stavby Egypťané poprvé použili techniky potřebné pro budování těchto pyramid. Jako jediná egyptská pyramida nemá žádné podzemní chodby a místnosti. Její nadzemní komorový systém se skládá ze sestupné chodby, dvou předsíní a pohřební komory, kterou poškodili vykradači hrobů. Přestože zde egyptologové nenalezli královský sarkofág, je možné, že Snofru byl pohřben právě zde.
Červenou pyramidu navštěvovali evropští cestovatelé už od středověku. V roce 1750 proběhl první průzkum pyramidy za použití měřících přístrojů. První podrobné a novodobé výzkumy se zde uskutečnily roku 1839 pod vedením britského egyptologa Johna Shae Perringa a v roce 1843 pod vedením Karla Richarda Lepsia. Nejvýznamnější průzkum pyramidy prováděla roku 1982 expedice německých egyptologů pod vedením Rainera Stadelmanna. Turistům je objekt přístupný od roku 1997.
Kultovní pyramida Červené pyramidy zřejmě nebyla vystavěna, stejně jako vzestupná cesta. U pyramidy badatelé objevili zbytky ohradní zdi a zádušního chrámu. Údolní chrám se podle Rainera Stadelmanna, nacházel jihovýchodně od pyramidy u vesnice Dáhšúr, kde archeologové nalezli pozůstatky budovy o rozměrech 100 metrů na 65 metrů. Samotná pyramida byla dostavěna za Snofruova života, což však neplatí o jejím pyramidovém komplexu, v jehož stavbě se pokračovalo i po faraonově smrti.

## Jméno
Jméno dala pyramidě načervenalá barva kamene, ze kterého je postavena. Místní obyvatelé ji nazývají Haram el-vatvat, což v překladu znamená „Netopýří pyramida“. Původní egyptské jméno Červené pyramidy zřejmě znělo „V záři se zjevuje Snofru – přední (pyramida)“, zatímco její protějšek, Lomená pyramida, se původně nazývala „V záři se zjevuje Snofru – jižní (pyramida)“. Proto se Červené pyramidě také někdy říká severní nebo přední pyramida.

## Průzkumy

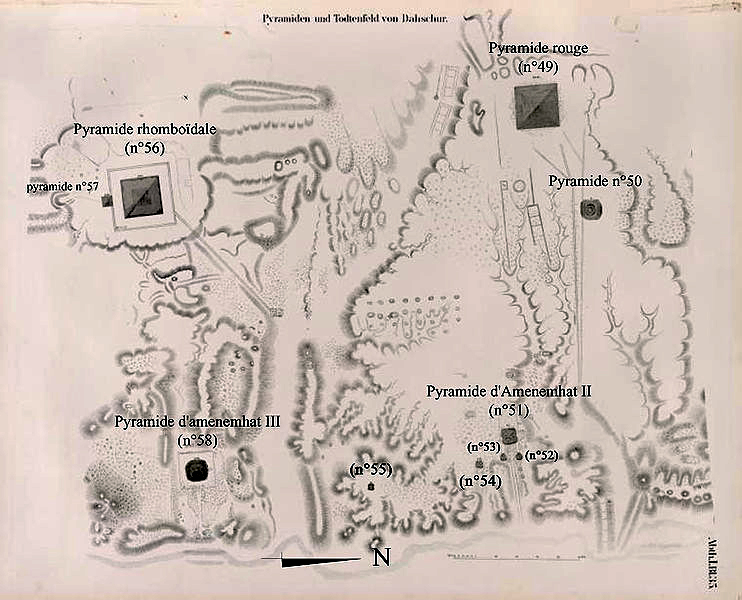
Lepsiova mapa nekropole v Dáhšúru. Červená pyramida se nachází vpravo nahoře. Sever je vpravo.

Červenou pyramidu navštěvovali evropští cestovatelé už od středověku. Komorový systém pyramidy poprvé popsal italský cestovatel Pietro della Valle v zimě 1615/1616. Roku 1660 ji navštívil anglo-holandský cestovatel Edward Melton a v 18. století český františkánský misionář Remedius Prutký. První výzkum pyramidy s využitím měřících přístrojů provedli v roce 1750 britský cestovatel a politik Robert Wood, britský starožitník James Dawkins a italský architekt Giovanni Battista Borra, avšak nebyli schopni dostat se do její pohřební komory, protože jim chyběly vhodné žebříky.
Podrobné novodobé výzkumy pyramidy se uskutečnily roku 1839 pod vedením britského egyptologa Johna Shae Perringa a v roce 1843 pod vedením Karla Richarda Lepsia, který ji ve svém seznamu pyramid katalogizoval pod číslem XLIX (49) a vytvořil její podrobné nákresy. Krátce se Červenou pyramidou zabývali také William Flinders Petrie a George Andrew Reisner. Od roku 1944 zde prováděl rozsáhlejší výzkum Abd es-Salám Husajn a od roku 1951 Ahmed Fachrí, výsledky jejich práce však nebyly nijak publikovány. Následoval průzkum Vita Maragioglia a Celesta Ambrosia Rinaldiho v roce 1964. Komplexní a důkladný průzkum pyramidy prováděla roku 1982 expedice německých egyptologů pod vedením Rainera Stadelmanna.
Červená pyramida se až do 90. let 20. století nacházela ve vojenském pásmu, a vláda ji proto uzavřela veřejnosti. Turistům je přístupná až od roku 1997.

## Stavebník

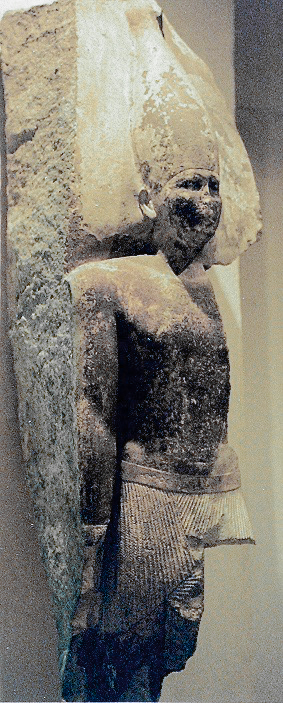
Snofruova socha v Egyptském muzeu v Káhiře

Červenou pyramidu nechal vystavět faraon Snofru jako svou třetí a poslední pyramidu. Potvrzují to jak nápisy v mastabách Snofruových úředníků, tak vyhláška faraona 6. dynastie Pepiho I. nalezená v údolním chrámu Červené pyramidy. Dále to potvrzují nálezy ze zádušního chrámu u pyramidy a jiné dobové i pozdější prameny.

## Datování

Izometrický pohled na pyramidu v původní velikosti, její zádušní chrám a ohradní zeď ze severovýchodu (nahoře), pohled shora (uprostřed) a ze strany z východu.

Stavba pyramidy byla zahájena kolem 29. nebo 30. roku Snofruova panování (cca 2640 př. n. l.). Dokládá to hieratický nápis na jednom ze základních bloků pyramidy, který odkazuje na rok 15. sčítání skotu, které staří Egypťané pravděpodobně prováděli jednou za dva roky. Poslední nalezený nápis pojednávající o výstavbě pyramidy je z 24. ročníku sčítání skotu. Na základě těchto nápisů se Rainer Stadelmann domníval, že výstavba pyramidy trvala přibližně 17 let. Podle britského egyptologa Johna Romera však trvala pouze 10 let a 7 měsíců. V době zahájení stavby Červené pyramidy byla pyramida v Médúmu v druhé etapě výstavby, tedy jako osmistupňová, a do značné míry byla dokončena také Lomená pyramida. Problémy, které vznikly při stavbě Lomené pyramidy, stavitelé v novém stavebním projektu zohlednili. Vybrali například staveniště více na sever s více stabilním podložím, naplánovali plošší sklon stavby a techniku zdění přizpůsobili tak, aby nedošlo k tvoření trhlin ve zdivu. Vynechali také stavbu podzemních místností.

## Pyramida

### Nadzemní část

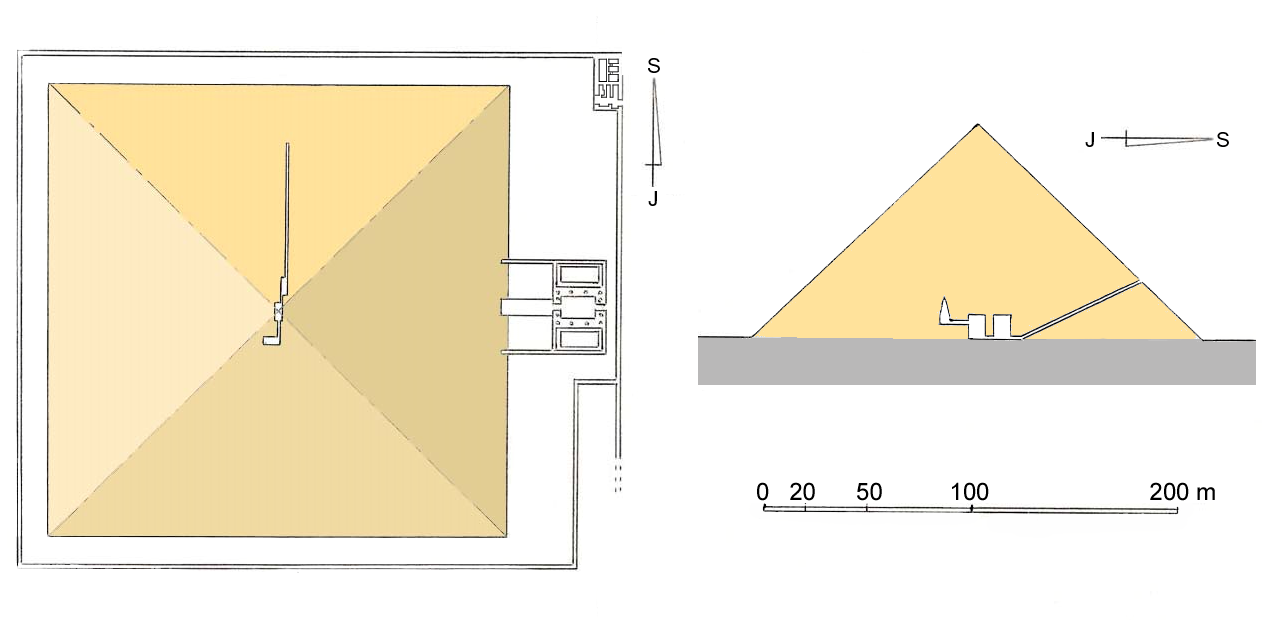
Pohled na Červenou pyramidu shora (vlevo) a severojižní řez pyramidy (vpravo)

Červená pyramida spočívá na několika vrstvách kvalitního vápence, pocházejícího z dolů v Tuře. Ze stejného vápence bylo vyrobeno i obložení pyramidy, které dnes z velké části neexistuje. Částečně kvůli tomu, že bylo během středověku rozebráno a použito na stavbu budov v Káhiře. Jádro pyramidy je tvořeno načervenalými vápencovými bloky, které pocházejí z dolů v bezprostřední blízkosti pyramidy. Právě díky barvě těchto bloků získala pyramida svůj název. Na blocích jádra badatelé objevili grafita, díky kterým existuje přibližná představa o letech, kdy byla pyramida vystavěna.
Pyramida byla postavena pomocí zdokonalených technik. Kamenné vrstvy stavitelé již od počátku stavby pokládali vodorovně, aby rozložili tlak uvnitř pyramidy, který vedl k trhlinám a k nebezpečí zhroucení komor v Lomené pyramidě. Se stoupáním stěn 43° 36' 11" má Červená pyramida nejpozvolnější stoupání stěn ze všech egyptských pyramid. Po svém dokončení se stala nejvyšší egyptskou pyramidou i nejvyšší stavbou vůbec; nyní je celkově třetí nejvyšší po Chufuově a Rachefově pyramidě. Její výška činí 99,4 metru, dříve ale dosahovala až 104,4 metru. Strana čtvercové základny byla dlouhá 219,3 metru, nyní pouze 213 metrů. Stěny pyramidy jsou od středu základny nahoru lehce konkávní, což zřejmě mělo zvýšit stabilitu vnějšího obložení. Červená pyramida byla na rozdíl od předchozích Snofruových staveb dokončena bez jakýchkoliv změn plánu. Dochovaly se zbytky dvou přísunových ramp, které při stavbě pyramidy spojovaly lomy s jihozápadním nárožím pyramidy. Rainer Stadelmann se na základě tohoto nálezu domníval, že stavba začala od západu a poté pokračovala na všech dalších stranách s pomocí většího počtu krátkých pracovních ramp. Po dosažení výšky 25 metrů stavitelé všechny rampy odstranili s výjimkou jedné na každé straně, které sundali až při dosažení výšky 75 metrů.

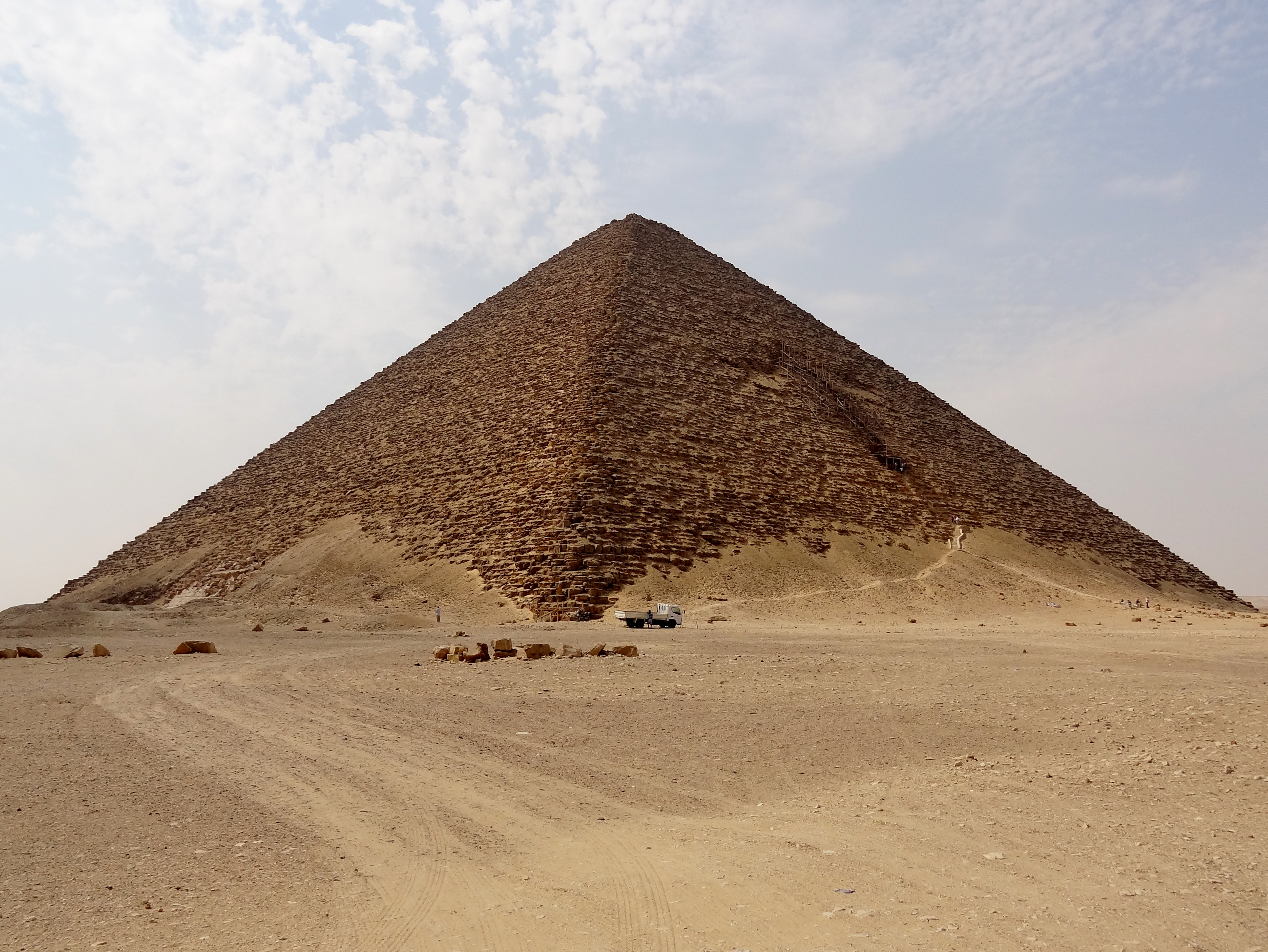
Červená pyramida
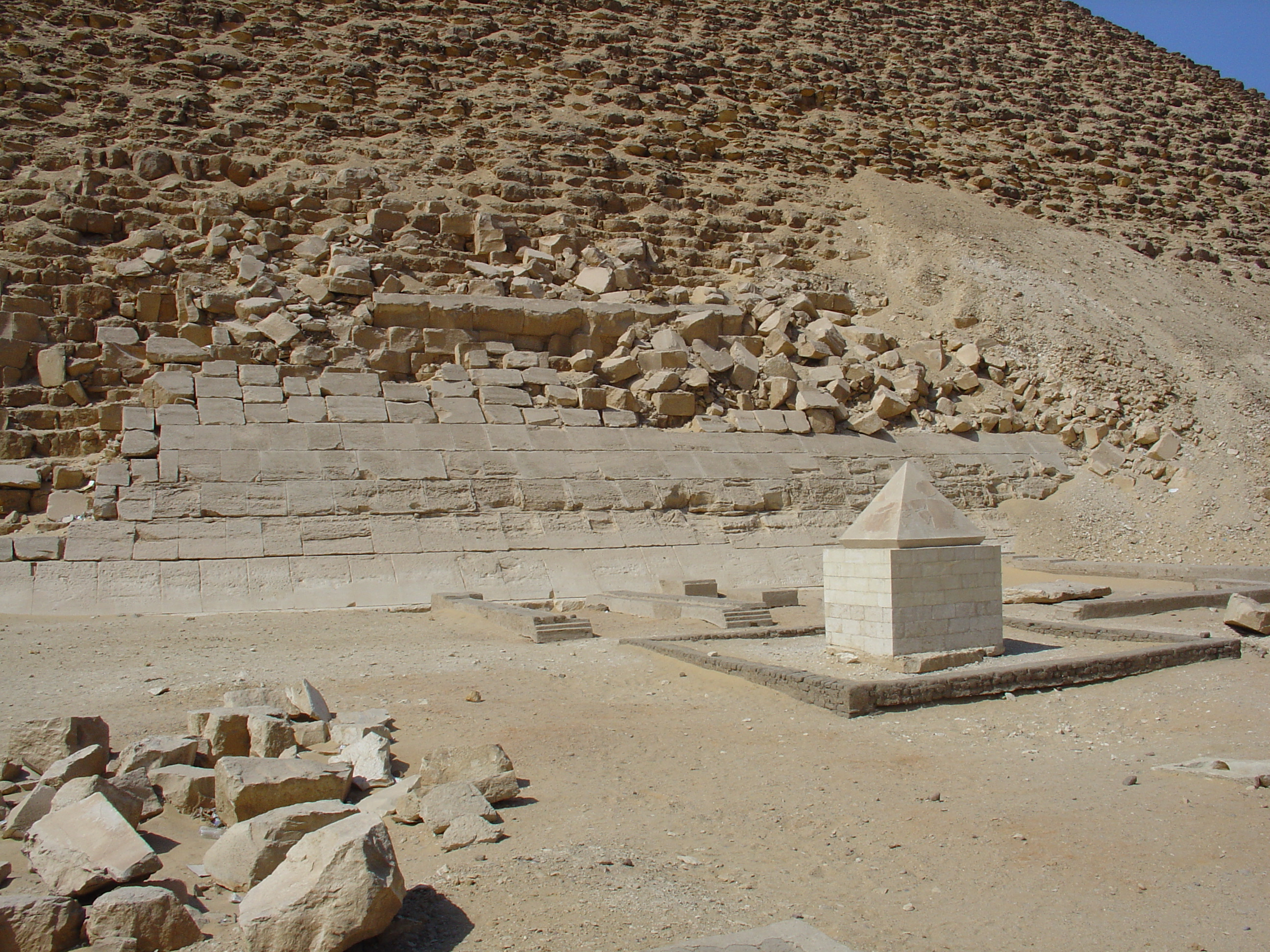
Restaurovaná část vápencového obložení pyramidy
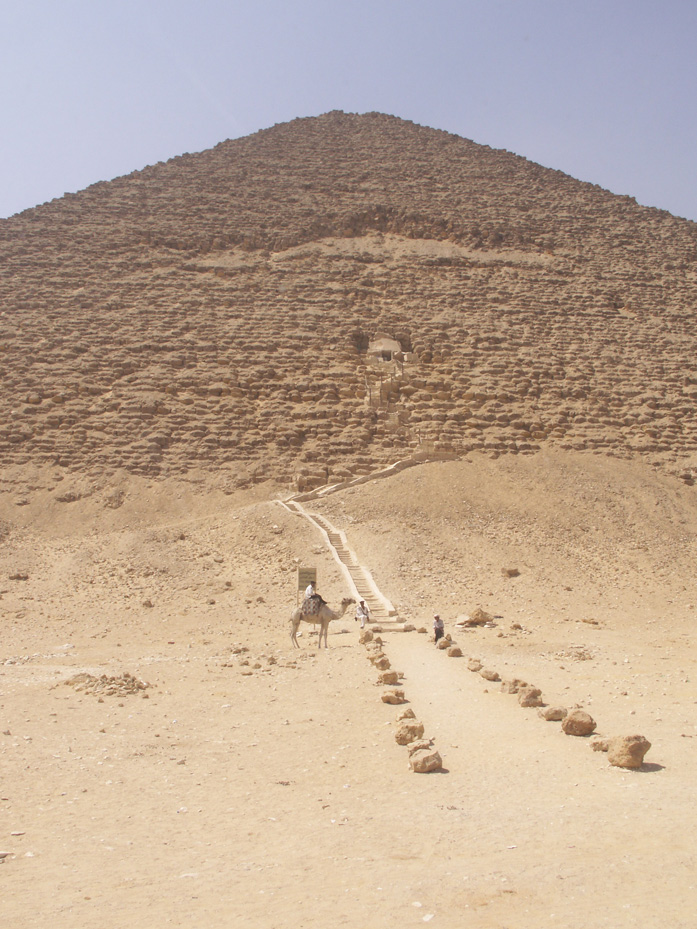
Vstupní cesta do pyramidy
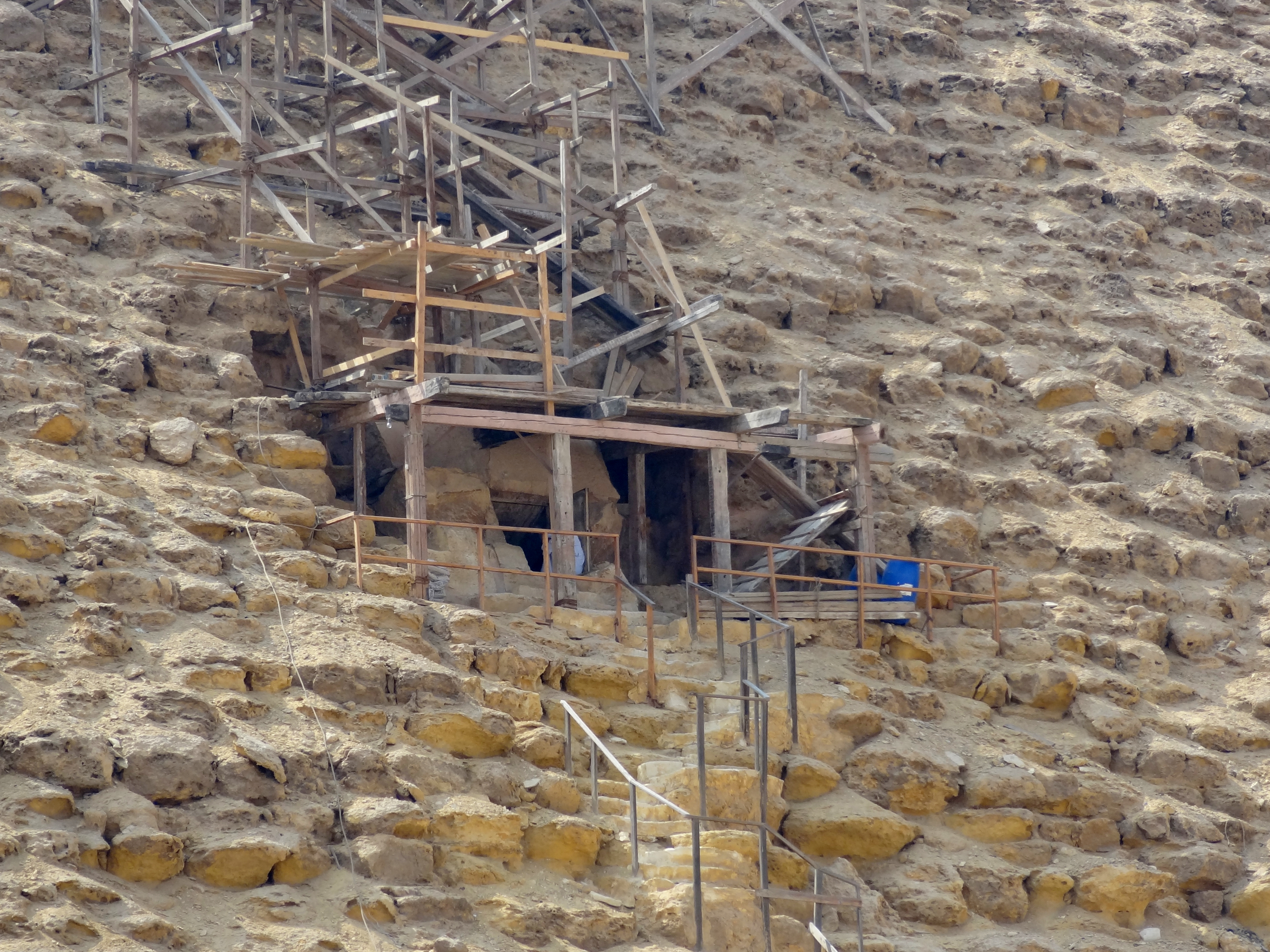
Vstup do pyramidy

#### Komorový systém

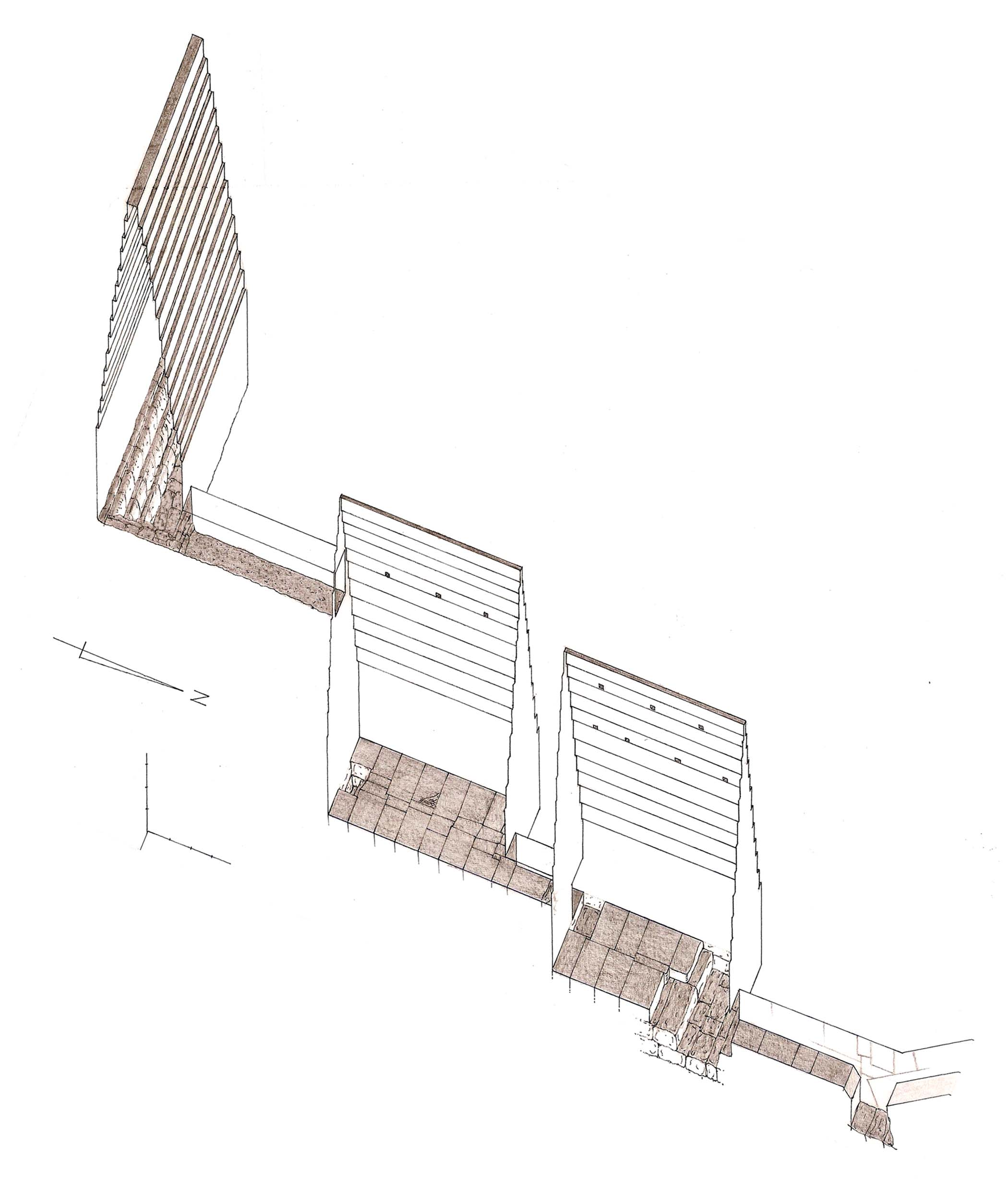
Uspořádání komorového systému

Vstup do pyramidy se nachází na její severní stěně ve výšce 28 metrů a 4 metry od středové osy směrem na východ. Na vstup navazuje chodba, která vede pod úhlem 27° dolů k základně pyramidy a poté pokračuje ve vodorovné pozici. Je pouze 0,91 metru vysoká a 1,23 metru široká. V této chodbě nalezl Abd es-Salám Husajn kosterní pozůstatky mladšího muže menšího vzrůstu, který zde byl sekundárně pohřben. Na konci sestupné chodby se nachází krátká šachta, která měla během výstavby zabránit vnikání dešťové vody do komor. Chodba ústí do první předsíně, kterou s druhou předsíní spojuje krátká pasáž o délce 3 metrů. Krátká pasáž vede z jihozápadního rohu první předsíně do severovýchodního rohu druhé předsíně. Obě předsíně mají stejné rozměry a jsou vybudovány z bloků jemného vápence. Jejich výška je 8,36 metru a šířka 3,65 metru. Strop mají jedenáctistupňový, který stoupá do výšky 12,31 metru. Druhá předsíň je umístěna přesně na vertikální a zároveň severojižní ose pyramidy.
V jižní straně druhé předsíně je ve výšce 8 metrů nad podlahou umístěn vchod do pohřební komory s východozápadní orientací. Chodba do pohřební komory je dlouhá 7 metrů. Komora měří 8,55 metru na 4,18 metru a její výška je 14,67 metru. Sarkofág zde však nebyl nalezen. Komoru poškodili vykradači hrobů, kteří z podlahy vyrvali několik vrstev bloků a stěny i strop zřejmě ošlehali plameny z pochodní. Tým britského egyptologa Johna Shae Perringa v komoře při svém výzkumu nalezl vápencové bloky, které zřejmě byly součástí obnovy komory z období 20. dynastie. Kvůli poničení komory vykradači hrobů se však ani Raineru Stadelmannovi nepodařilo získat podrobnější informace o jejím původním obsahu. Na stěnách druhé předsíně a chodbičky vedoucí do komory se nacházejí grafita návštěvníků pyramidy, mimo jiné jméno francouzského generálního konzula a sběratele starožitností Bernardina Drovettyho, egyptologa Johna Shae Perringa a dalších.

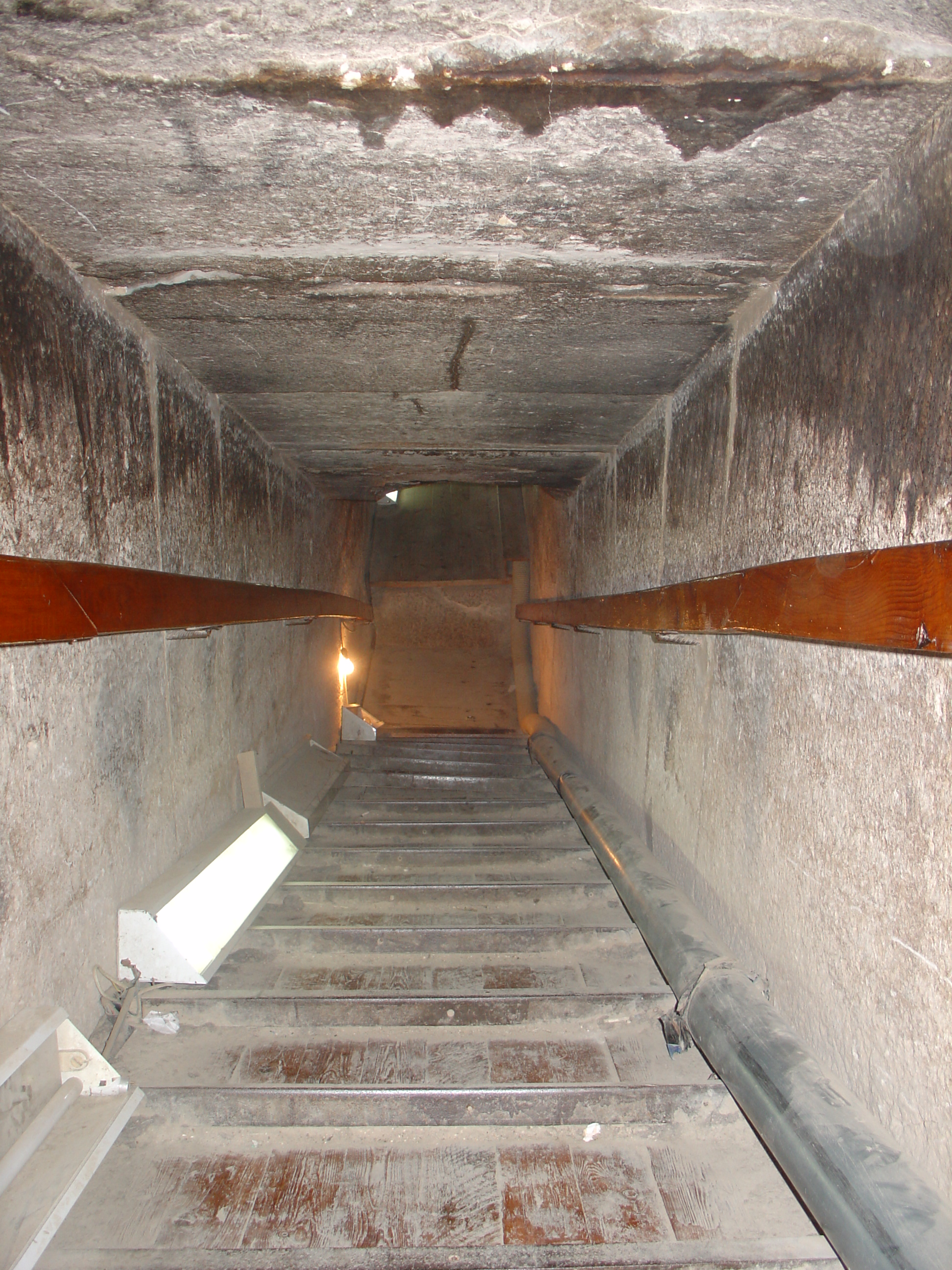
Chodba vedoucí do nitra pyramidy
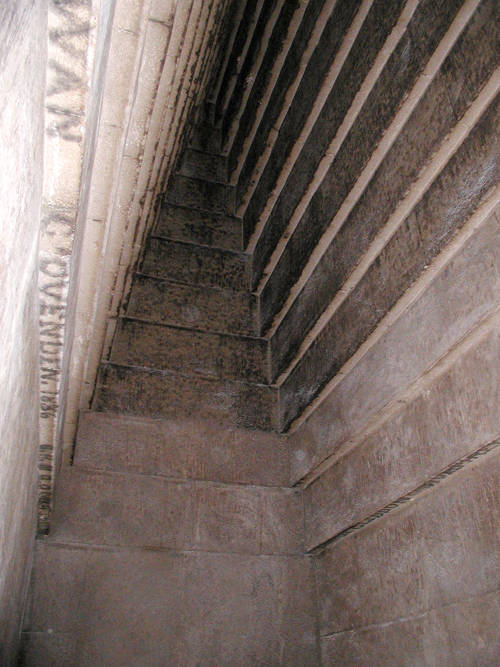
Stropní jedenáctistupňová konstrukce první předsíně
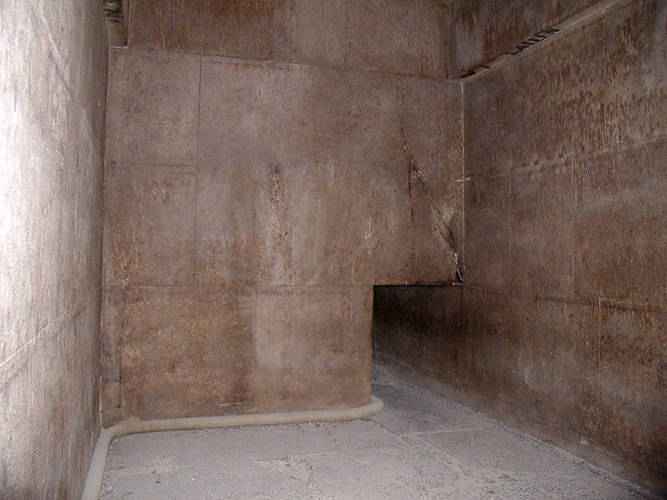
Průchod z první do druhé předsíně
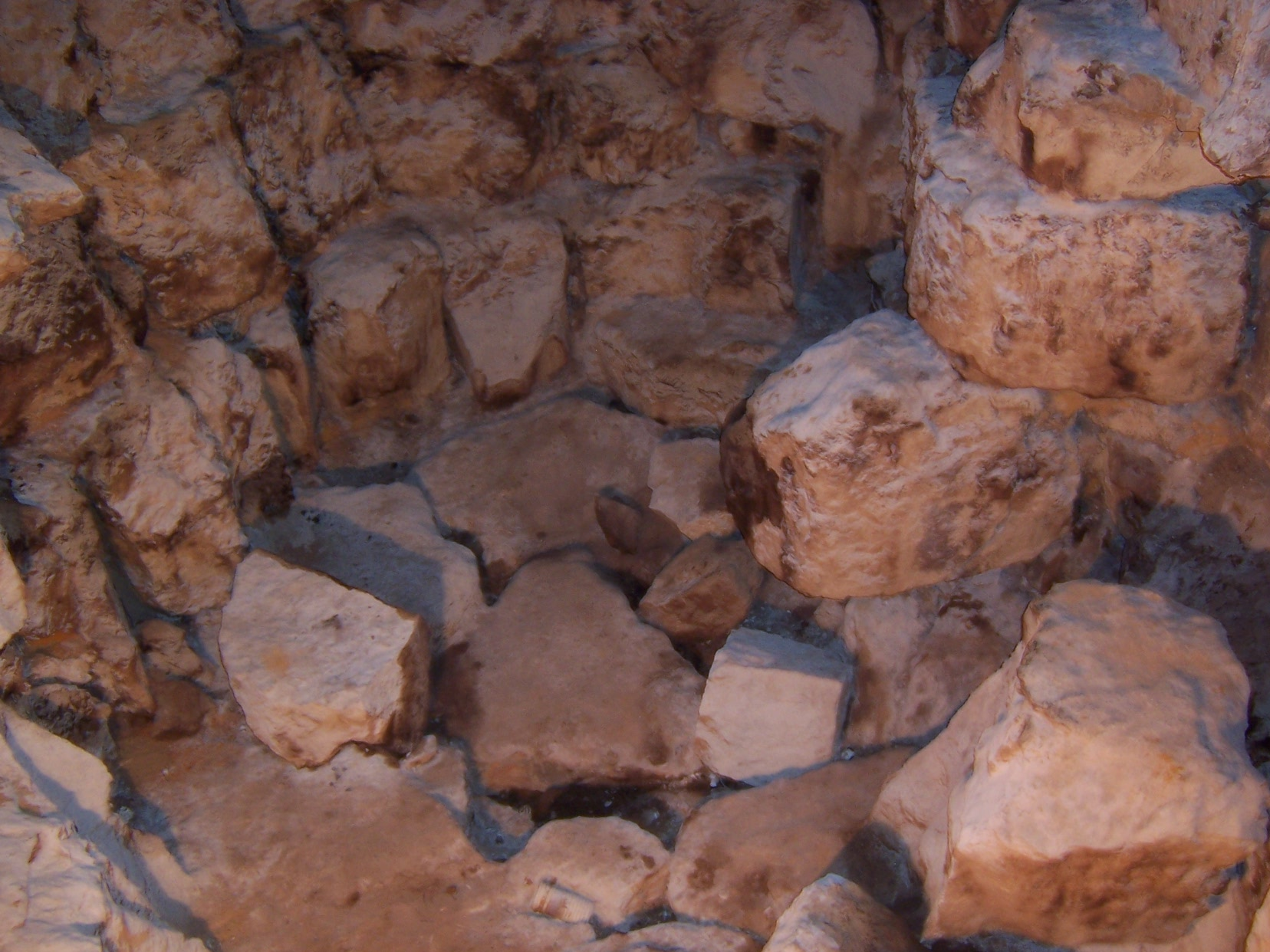
Zničená podlaha pohřební komory

### Podzemní část
Všechny chodby a komory Červené pyramidy jsou umístěny v jádru nad pyramidovou základnou. Jde o jedinou pyramidu, která nemá žádné podzemní chodby. Důvodem této zvláštnosti mohla být rostoucí identifikace egyptského krále s bohem slunce Re, kvůli které bylo preferováno pochovávat takto vnímaného panovníka do nadzemní části pyramidy, případně se mohlo jednat o čistě praktické opatření, jež mělo vést ke zrychlení práce na stavbě.

### Pyramidion

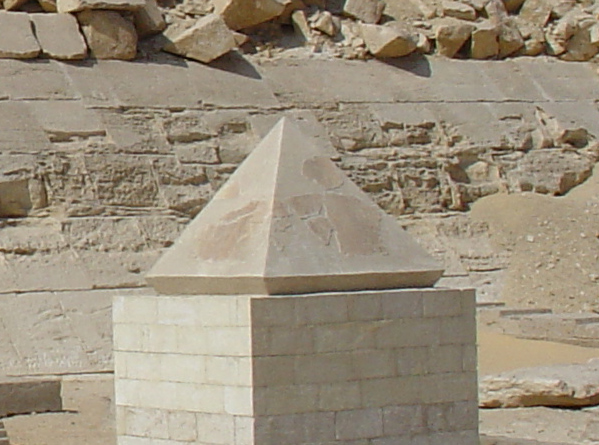
Restaurovaný pyramidion

V sutinách na východním úpatí Červené pyramidy nalezla roku 1982 expedice německých egyptologů pod vedením Rainera Stadelmanna nejstarší dochované fragmenty vápencového pyramidionu. Rekonstruovaný pyramidion byl následně vystaven na místě bývalého zádušního chrámu před Červenou pyramidou. Vyroben je z monolitu, jeho strana měří 1,57 metru a jeho stoupání stěn dosahuje kolem 43°. Egyptoložka Corinna Rossi vyslovila domněnku, že pyramidion byl určen pro Lomenou pyramidu, což odvozuje z téměř shodné velikosti úhlů pyramidionu a Lomené pyramidy. Pyramidion se také původně mohl nacházet v zádušním chrámu Červené pyramidy.

## Pyramidový komplex

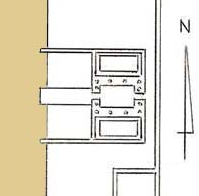
Plán zádušního chrámu Červené pyramidy

Je zřejmé, že samotná Červená pyramida byla dostavěna ještě za Snofruova života, což však neplatí o jejím pyramidovém komplexu, na jehož stavbě se pokračovalo i po králově smrti. Červená pyramida pravděpodobně neměla žádnou kultovní pyramidu, na kultovním místě se místo ní nacházely skladištní komory postavené ze sušených cihel. Rovněž nebyla v pyramidovém komplexu nalezena vzestupná cesta. Je možné, že zůstala nedokončena, nebo že nebyla vůbec započata. Egyptologové zde objevili pouze zbytky cest na dopravu stavebního materiálu a cest spojujících pyramidové město na okraji nilského údolí se zádušním chrámem. Jihovýchodně od komplexu nalezli větší cihlovou budovu, kde během stavby pyramidy pravděpodobně sídlila dílna, což dokazují zde nalezené zbytky pecí. Při Stadelmannových vykopávkách byly severovýchodně od pyramidy nalezeny zbytky cihlové zdi. Jejich účel zatím nebyl zjištěn, zřejmě se ale jednalo o pozdější stavbu.
Na základě vykopávek archeologové prokázali, že se kolem pyramidy nacházela ohradní zeď. Jádro zdi bylo vystavěno z hliněných cihel a obestavěno 52 centimetrů silným vápencovým zdivem. Z toho důvodu Stadelmann soudil, že zeď byla dostavěna ve spěchu, možná až po Snofruově smrti. Vzdálenost zdi od pyramidy je na všech čtyřech stranách různá – 15 až 16 metrů na severní a jižní straně, 19 metrů na západní straně a 26 metrů na straně východní. Ohradní zeď tvořila východozápadně orientovaný obdélník o rozměrech 506 × 480 metrů.
Zádušní chrám se z velké části nedochoval a na místě, kde stál, se nyní nachází jen trosky. Přiléhal k východní straně pyramidy. Jeho jádro tvořila obětní místnost s nepravými dveřmi z červené žuly. Na obou stranách otevřeného nádvoří se nalézaly kamenné kaple. Na nádvoří byly nalezeny kruhové prohlubně, které sloužily buď pro květiny, nebo jako obětní místa. V troskách chrámu tým Rainera Stadelmanna objevil fragmenty vápencových reliéfů zobrazujících Snofrua v oděvu, který se používal při svátku Sed. Zádušní chrám byl zřejmě dostavěn až po Snofruově smrti, což dokazuje skutečnost, že část chrámu je místo vápence zhotovena z hliněných cihel.
Při zemědělských pracích na jaře roku 1904 byly jihovýchodně od pyramidy ve vesnici Dahšúr nalezeny pozůstatky budovy o rozměrech 100 metrů na 65 metrů a také vápencová stéla, na které se nacházel dekret Pepiho I. pojednávající o pyramidovém městě Červené pyramidy. Podle Stadelmanna se jednalo o pozůstatky údolního chrámu pyramidy. Detailnější průzkum nálezu se však dosud neuskutečnil, protože se objekt nalézá v zemědělské lokalitě.

## Otevřené otázky a význam
Červená pyramida je nejčastěji považována za Snofruův hrob, ačkoli pro to neexistuje žádný důkaz. Ani v jedné z jeho tří pyramid totiž egyptologové nenalezli sarkofág. Nelze tedy vyloučit, že faraon byl pohřben v některé ze svých předchozích pyramid, v Lomené nebo v pyramidě v Médúmu. Pro Lomenou pyramidu navíc hovoří skutečnost, že zde na rozdíl od Červené pyramidy existovaly zamykací mechanismy pohřební komory. Mezi egyptology nepanuje jistota ani v přesné dataci výstavby pyramidy.
Mladý muž, jehož ostatky v Červené pyramidě nalezl Abd es-Salám Husajn, zde byl zřejmě pohřben až sekundárně, a nejedná se tedy o krále Snofrua.
Při stavbě Červené pyramidy Egypťané poprvé použili techniky potřebné pro budování pravých (nestupňovitých) pyramid, protože ji jako první pyramidu od začátku výstavby plánovali jako pravou. Zdokonalení stavebních technik na Červené pyramidě otevřelo dveře k budování dalších a někdy i větších pravých pyramid se strmějším stoupáním stran – Rachefově a Chufuově.
Červená pyramida byla v roce 2020 otevřená veřejnosti denně od 9 do 17 hodin. Prohlídka trvala zhruba jednu hodinu.